# CAST (experiência)
CAST, o Telescópio Solar dos Axião do CERN – em inglês CERN Solar Axion Telescope, é um telescópio para descobrir novas partículas hipotéticas como os axiões  porque teorias sugeriram a sua existência que permitiria explicar a subtil diferença entre matéria e antimatéria durante os processos que fazem intervir a força fraca. Se existirem poderiam eventualmente encontrar-se no centro do Sol ou fazerem parte da matéria escura (ou matéria negra), invisível.

## Recuperação
Este telescópio toma a forma de uma montagem insólita de diversos equipamentos da física de partículas e de astronomia construído a partir de um protótipo de um ímã dipolar para o LHC e onde os tubos do vácuo ocos servem como tubos de visualização. Para permitir que funcione no estado de supercondutor, é alimentado por antigas infra-estruturas criogénicas anteriormente utilizadas na experiência DELPHI do LEP. Um sistema de espelhos a focalizar por raio X (recuperado a um programa espacial alemão), um  detector de raio X a cada extremidade e uma plataforma móvel transformam um ímã em telescópio.

## A ideia
Na base está a ideia que o campo magnético agisse como um catalisador para transformar os axiões em raio X o que facilita a detecção. CAST associa as técnicas utilizadas na física com as da astronomia e da experiência o CERN em domínios tais que aceleradores, detecção de raio X, ímãnes e a criogenia.

## Astrofísica
O CERN também participa noutras experiências  de astrofísica com o Espectômetro Magnético Alpha - para Alpha Magnetic Spectrometer (AMS)